# Stigmacros hirsuta
Stigmacros hirsuta är en myrart som beskrevs av Mcareavey 1957. Stigmacros hirsuta ingår i släktet Stigmacros och familjen myror. Inga underarter finns listade i Catalogue of Life.